# Hans Rudolf Uthoff
Hans Rudolf Uthoff (* 23. August 1927 in Hannover; † 31. August 2020 in Hamburg) war ein deutscher Fotojournalist.

## Leben
Uthoff machte in Münster eine Ausbildung zum Glasmaler und arbeitete danach in der Dombauhütte Köln, ehe er sich seinem großen Interesse, der Fotografie, zuwandte. Zunächst war er als PR-Fotograf für die Navy, Army and Air Force Institutes in Deutschland tätig. Ab 1957 arbeitete er als Pressefotograf in der deutschen Stahlindustrie und im Bergbau, ab 1968 war er als Fotojournalist für den Hamburger Jahreszeiten Verlag aktiv. 1971 machte er sich selbständig und gründete in Hamburg Colorvision, ein Unternehmen für Foto-Reportagen. Er bereiste rund 120 Länder. Uthoffs Werke wurden in zahlreichen internationalen Zeitschriften und Zeitungen sowie in Büchern veröffentlicht und auf vielen Ausstellungen gezeigt, u. a. den Weltausstellungen der Photographie 1968 und 1981 sowie den
World-Press-Photo-Wettbewerben 1956, 1963 und 1965. Sein umfangreiches Schwarz-Weiß- und Farbfotoarchiv wird heute von V-like-Vintage GmbH in Hamburg verwaltet.
Hans Rudolf Uthoff verstarb eine Woche nach Vollendung seines 93. Lebensjahres und wurde auf dem Friedhof Ohlsdorf beigesetzt. 

## Publikationen (Auswahl)
- Als der Pott wieder kochte. Klartext Verlag, Essen 2015, ISBN 978-3-8375-1243-4
- Tief im Westen. Das Ruhrgebiet 1950 bis 1969 im Bild. Klartext Verlag, Essen 2010, ISBN 978-3-8375-0300-5
- Uckermark und Schorfheide. (Text: Volker Oesterreich). Stürtz Verlag, Würzburg 1998, ISBN 3-8003-1430-4
- Spreewald. (Text: Volker Oesterreich). Stürtz Verlag, Würzburg 1997, ISBN 3-8003-1060-0
- Kleiner Bummel durch Venedig. (Text: Rose-Margarete Gien). Praesent-Verlag Heinz Peter, Gütersloh 1988, ISBN 3-87644-122-6
- Unbekannter Nachbar Ungarn. (Text: Dr. Gerda Rob). AT-Verlag, Aarau/Stuttgart 1983, ISBN 3-85502-155-4
- Sri Lanka/Ceylon. Ein tropischer Bilderbogen. (Text: Bernd Schiller). LN-Verlag, Lübeck 1981, ISBN 3-87498-293-9
- Die neuen Wunder dieser Welt. (Text: Roland Gööck). Praesent-Verlag Heinz Peter, Gütersloh 1976, ISBN 3-87644-050-5